# Époque édouardienne

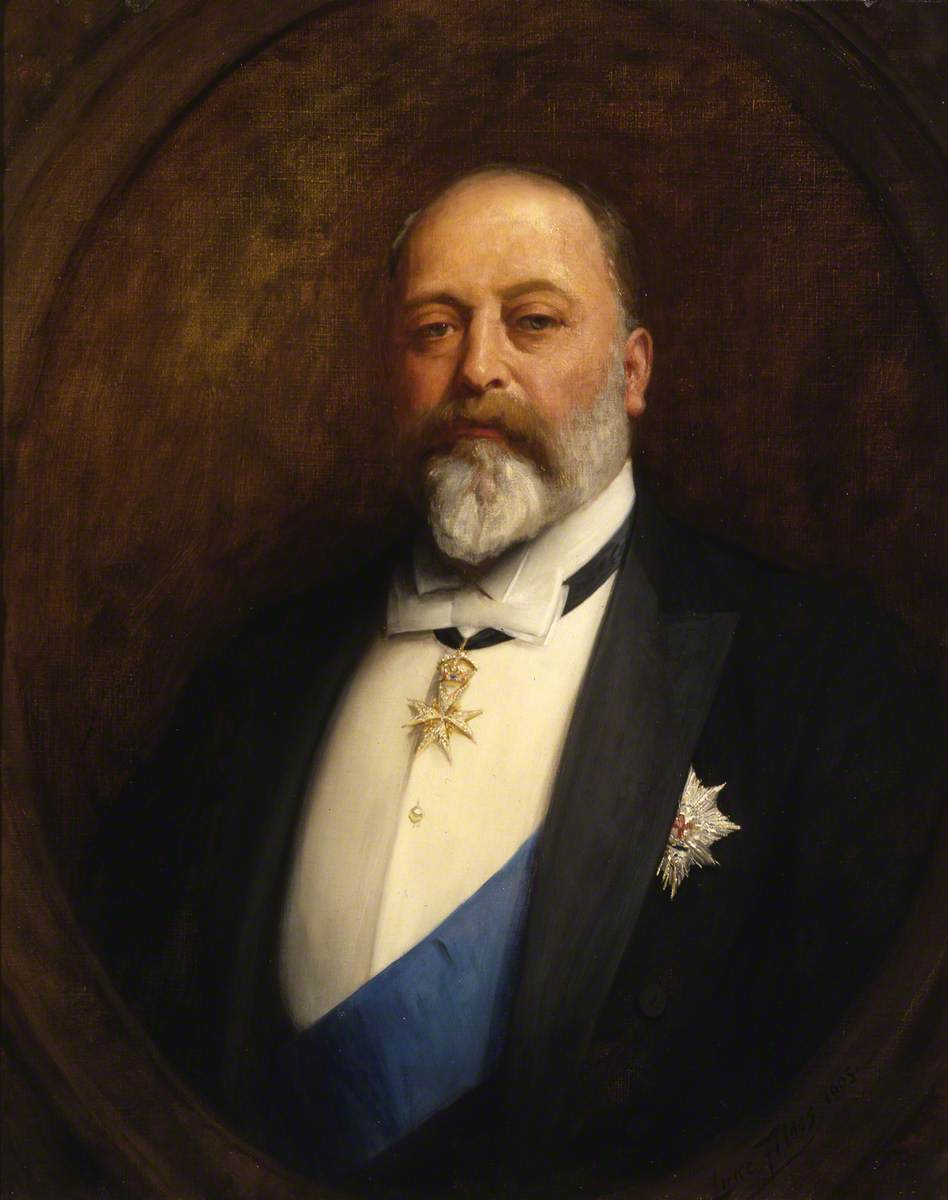
L'époque édouardienne tient son nom d'Édouard VII.

L’époque édouardienne au Royaume-Uni est la période allant de 1901 à 1910, c'est-à-dire l'époque du règne d'Édouard VII. Elle a succédé à l'époque victorienne et est parfois étendue pour inclure le naufrage du Titanic en 1912, le début de la Première Guerre mondiale en 1914 ou sa fin, en 1918. Son équivalent en France est la Belle Époque.

## Culture
Malgré sa brièveté, liée au premier conflit mondial, l’Époque édouardienne a imposé un style architectural, des modes et un style de vie originaux, influencés par des modes de communication accélérés, la dématérialisation partielle liée au développement de l'électricité, et une attention nouvelle pour les droits de l'homme (Première conférence de La Haye, débuts du féminisme). Probablement en raison du goût du roi pour les voyages, cette époque est marquée par un enthousiasme pour l’art et la mode de l’Europe continentale. 

### Littérature
Expansion de la littérature pour enfants

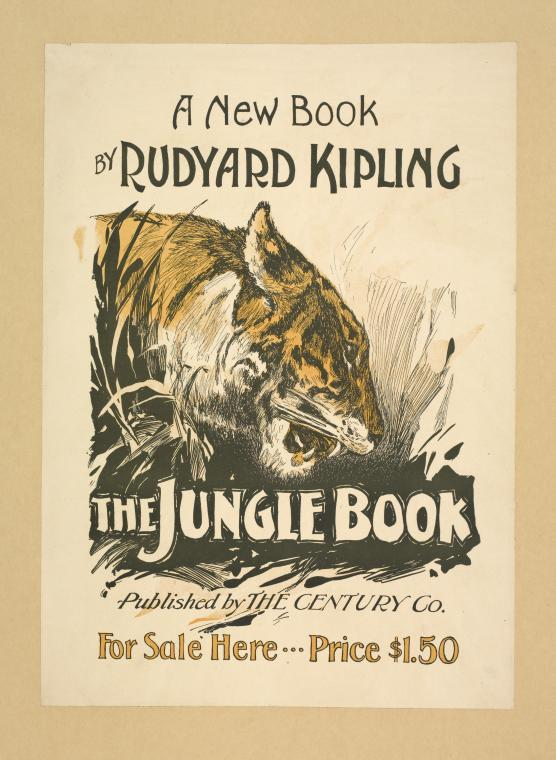
Affiche annonçant la vente du Livre de la jungle (vers 1900).

L'apparition d'une littérature pour enfants variée, aux orientations didactiques teintées d’humour, remonte à la seconde moitié du XIXe siècle, avec les romans de Thomas Hughes (1857), de Charles Kingsley (1862) ou de  Lewis Carroll (1865). La baisse des coûts de fabrication du livre, liée au développement du procédé mécanique pour la pâte à papier ; les progrès continus de l'alphabétisation ont encouragé autour de 1900 l'émergence d'une nouvelle génération d'auteurs, au rang desquels  J. M. Barrie, Edith Nesbit, Rudyard Kipling et Kenneth Grahame.
Romans et feuilletons
Le roman inspire une pléiade d'auteurs : J. M. Barrie, Arnold Bennett, G.K. Chesterton, Joseph Conrad, E. M. Forster, John Galsworthy, Kenneth Grahame, D. H. Lawrence, Arthur Conan Doyle, Beatrix Potter, Saki, George Bernard Shaw, H. G. Wells, Edith Wharton et P. G. Wodehouse. Ces auteurs célèbres mis à part, la période est marquée par l'explosion du nombre de romans et de nouvelles diffusés en feuilletons dans des magazines littéraires (le Strand Magazine, le Pall Mall Magazine), avec un démarquage croissant entre les productions sérieuses (highbrow literature) et le roman populaire. L'essai littéraire le plus marquant est la Shakespearean Tragedy d’A. C. Bradley (1904). 
Les grands quotidiens sont de plus en plus contrôlés par des magnats de la presse, tels les frères Alfred et Harold Harmsworth.

### La musique
Les premiers enregistrements, diffusés sur des cylindres qu'on lit avec des phonographes, sont de piètre qualité : les concerts, amateurs ou professionnels, restent le mode de diffusion le plus courant de la musique. Les fanfares militaires et les orphéons se produisent fréquemment l'été dans les rues et les jardins publics. 
La musique est marquée par les compositions patriotiques d’Elgar et de Parry, où les cordes dominent. C'est une période empreinte des œuvres de Henry Wood, Gustav Holst, Arnold Bax, George Butterworth, York Bowen, Ralph Vaughan Williams, et Thomas Beecham.

### Arts du spectacle
Le cinéma fait des débuts hésitants : la première société de production, Mitchell and Kenyon, tourne des documentaires à travers les Îles Britanniques entre 1900 et 1907. Ces films, relatifs à des manifestations sportives, des défilés, des sorties d'usine, des scènes de rue, etc. nous sont parvenus dans un bon état et des restaurations d’excellente qualité ont été tirées à partir des négatifs originaux. Cependant, le public britannique, friand de théâtre, préfère au cinéma les spectacles en direct. C'est un âge d'or pour le music hall : les vedettes du moment sont la travestie Vesta Tilley et le comique Little Tich. Le binôme artiste-imprésario, mis en œuvre par Henry Irving, George Alexander et Herbert Beerbohm Tree, est sur le déclin.
Au théâtre, W. Somerset Maugham est l'auteur-phare de cette période : pour la seule année 1908, quatre de ses pièces sont interprétées simultanément à Londres ; le magazine satirique Punch ne publie-t-il pas une bande dessinée où Shakespeare se ronge les ongles en consultant le box-office? Les pièces de Somerset Maugham, comme ses romans, suivent à vrai dire une trame conventionnelle, mais qui rencontre les goûts d'un vaste public féminin. La décennie voit enfin l'avènement du New Drama, dont les principaux spécimens sont les pièces de George Bernard Shaw, de Harley Granville Barker, et où l’on reconnaît l’influence continentale d'un Henrik Ibsen ou d'un Gerhart Hauptmann.

### Architecture
Les architectes les plus marquants sont Edwin Lutyens, Charles Rennie Mackintosh, et Giles Gilbert Scott. Malgré le succès de l’Art nouveau sur le Continent, les maîtres d'ouvrage institutionnels britanniques lui préfèrent encore le style néo-baroque, ressenti comme une renaissance des œuvres de Christopher Wren et des maîtres du premier XVIIIe siècle. L’Éclectisme qui avait marqué la fin de l'ère Victorienne ne répondait plus au besoin de renouer avec l’architecture néo-classique et la tradition géorgienne.

## Économie
L’économie poursuit sa modernisation, et on voit une augmentation du nombre de personnes exerçant des nouveaux métiers tels que les employés de bureau ou de banque, ou dans les grands magasins. Mais la force industrielle de l’économie est en passe de se faire dépasser par l'économie allemande (cf. le label protectionniste made in Germany), produisant des tensions de plus en plus fortes dont le résultat est bien connu : l’éclatement de la première guerre mondiale.

### Automobile
La jeune industrie de l'automobile produit en petites quantités des modèles rustiques, faits à la main, et les voitures des années 1900 à 1910 sont couramment appelées des "edwardiennes" en référence à cette période. Les termes de "belle époque" et "age du bronze" sont aussi employés pour désigner ces véhicules, dont quelques exemples parmi les plus britanniques sont les Wolseley, l'Austin 40 hp et la Rolls-Royce Silver Ghost.

## Société

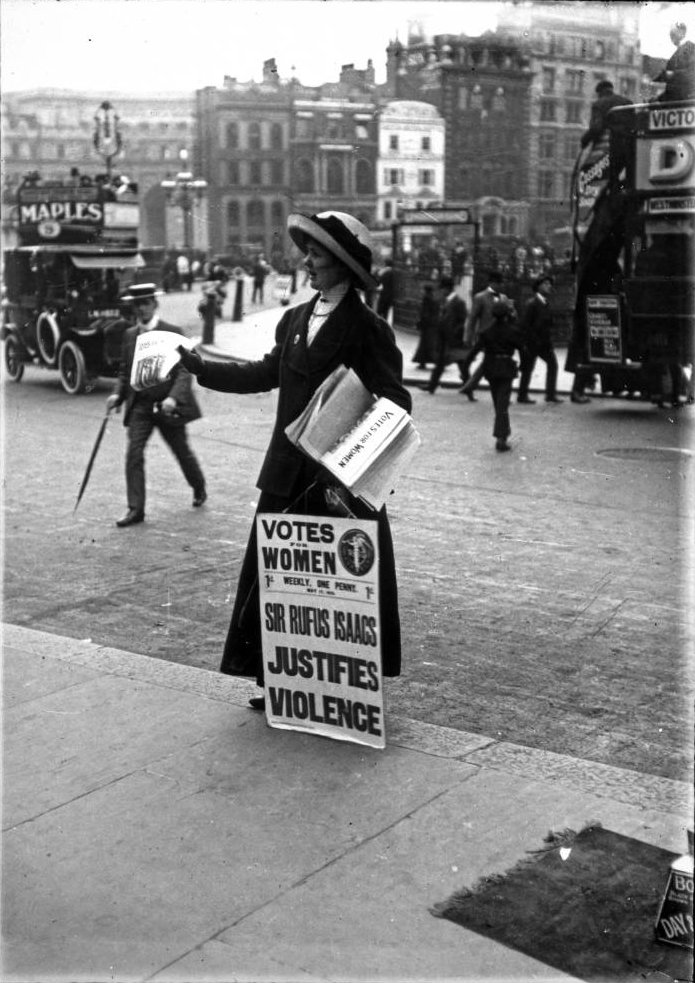
Une suffragette à Londres (1910).

### Lois sociales
Le gouvernement Libéral de 1906 va suivre l’exemple de l’Allemagne en introduisant quelques-unes des premières lois sociales : des modestes allocations de retraite, et un système d'assurance maladie pour une partie de la population. Les coûts de ce programme vont engendrer des conflits avec la chambre des Lords, deuxième chambre du parlement, contrôlée par l’aristocratie. Le niveau des impôts est beaucoup plus bas qu'il ne sera plus tard dans le siècle, et les Lords refusent de voter le budget. Le gouvernement provoque une crise dont le résultat est que leurs lois sociales sont votées, à l’approbation populaire générale. Une loi de 1911 réduira définitivement le pouvoir de la chambre des Lords au sein du parlement britannique.

### Le droit de vote des femmes
C’est pendant la période édouardienne que la campagne pour le droit de vote des femmes atteint son niveau le plus élevé. En 1903, frustrée par le manque de progrès à ce sujet malgré quarante ans de campagnes légalistes, Emmeline Pankhurst lance une nouvelle organisation, la Women's Social and Political Union, dont le mot d'ordre est « Des actions, pas de mots ». Elle se lance dans une campagne d'action directe contre la propriété, sans user de violence envers autrui. Des boites à lettres sont brûlées, des vitrines cassées, des œuvres d'art détruites, et autour de mille suffragettes sont emprisonnées. En prison elles recourent à la grève de la faim, et le gouvernement répond par un programme d'alimentation forcée et violent qui fait la une de tous les journaux.